# Smash (álbum de The Offspring)
Smash é um álbum de estúdio da banda estadunidense The Offspring, lançado dia 8 de abril de 1994 pela gravadora independente Epitaph Records e remasterizado dia 17 de junho de 2008 pela mesma gravadora.
É o álbum mais vendido de todos os tempos por uma gravadora independente. Isso causou até uma disputa entre as grandes gravadoras da época, a fim de fecharem contrato com a banda, o que só foi acontecer em 1997, com a gravadora Columbia Records (Sony Music).

## Faixas
Todas as canções foram escritas por Dexter Holland, exceto a faixa "Killboy Powerhead", escrita pela banda The Didjits.

### CD[3]
1. "Time to Relax" – 0:25
2. "Nitro (Youth Energy)" – 2:27
3. "Bad Habit" – 3:43
4. "Gotta Get Away" – 3:52
5. "Genocide" – 3:33
6. "Something to Believe in" – 3:17
7. "Come Out and Play (Keep 'Em Separated)" – 3:17
8. "Self Esteem" – 4:17
9. "It'll Be a Long Time" – 2:43
10. "Killboy Powerhead" – 2:02
11. "What Happened To You" – 2:12
12. "So Alone" – 1:17
13. "Not The One" – 2:54
14. "Smash" – 10:42